# Ylihärmä kyrkoby
Ylihärmä kyrkoby (finska: Ylihärmän kirkonkylä) är en tätort (finska: taajama) i Kauhava stad (kommun) i landskapet Södra Österbotten i Finland. Fram till 2009 var Ylihärmä kyrkoby centralorten för kommunen med samma namn. Vid tätortsavgränsningen den 31 december 2021 hade Ylihärmä kyrkoby 2 004 invånare och omfattade en landareal av 10,20 kvadratkilometer.

## Kända personer från Ylihärmä
- Sanfrid Takala (1883–1945), sångare och musiker